# Museu Condé
O Museu Condé (Musée Condé) é um museu francês instalado no histórico Castelo de Chantilly, em Chantilly, Oise.

## Palácio
O Château de Chantilly é um monumento histórico da França, composto de dois edifícios principais, o Petit Château, datado de c. 1560, obra de Jean Bullant, e o Grand Château, erguido entre 1719 e 1740 por Jean Aubert. Os jardins foram projetados por André Le Nôtre. Pertenceu a importantes famílias da nobreza francesa, os Montmorency, os Condé e depois se tornou herança da casa de Orleães.
Na Revolução Francesa o Grand Château foi destruído, sendo restaurado no século XIX pelo arquiteto Honoré Daumet para Henrique de Orleães, Duque de Aumale (1822-1897), filho de Luís Filipe I, e um dos maiores colecionadores de sua época. O Duque instalou ali suas coleções de arte e biblioteca, doadas posteriormente para o Institut de France e organizadas sob o nome de Museu Condé.

## Coleções

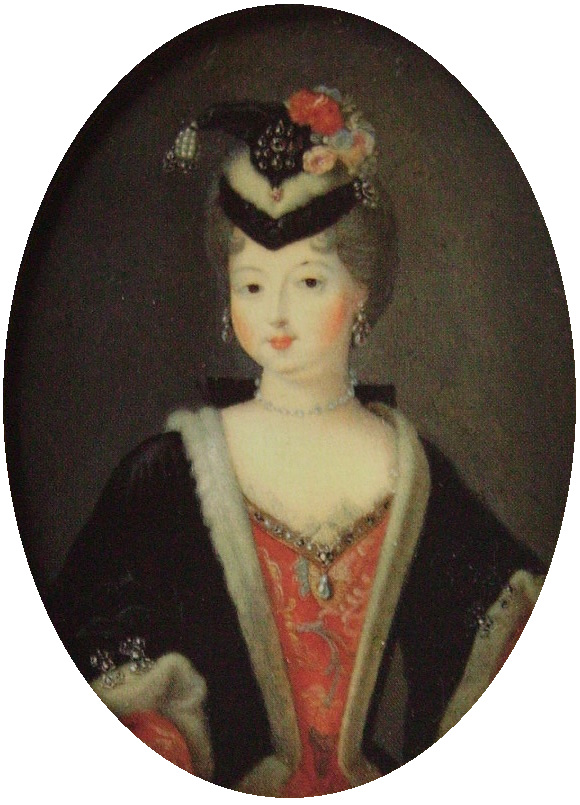
Retrato de Élisabeth Thérèse Alexandrine de Bourbon

O Museu Condé possui uma excepcional coleção de pinturas, em especial de retratos, compondo uma galeria da história da França através da imagem de alguns de seus personagens mais importantes, como Francisco I, Napoleão, Montaigne, e outros personagens da história européia, como Ana Bolena e Lutero. Dos artistas mais notáveis presentes na coleção estão Jean Clouet, Rafael, Antoine Watteau, Antoine-Jean Gros, Ingres, Nicolas de Largillière, Guercino, François Gérard, Eugène Delacroix, Camille Corot e muitos outros.
Também guarda uma preciosa coleção de desenhos, manuscritos e documentos diversos, onde se destacam o Codex de Chantilly, as Très riches Heures du duc de Berry, célebre manuscrito iluminado da Idade Média, pintado pelos irmãos Limbourg para Jean de Berry (1340-1416), um dos filhos de Carlos V, e os igualmente afamados Saltério de Ingeborg e as Heures d'Étienne Chevalier, de Jean Fouquet.

## Galeria

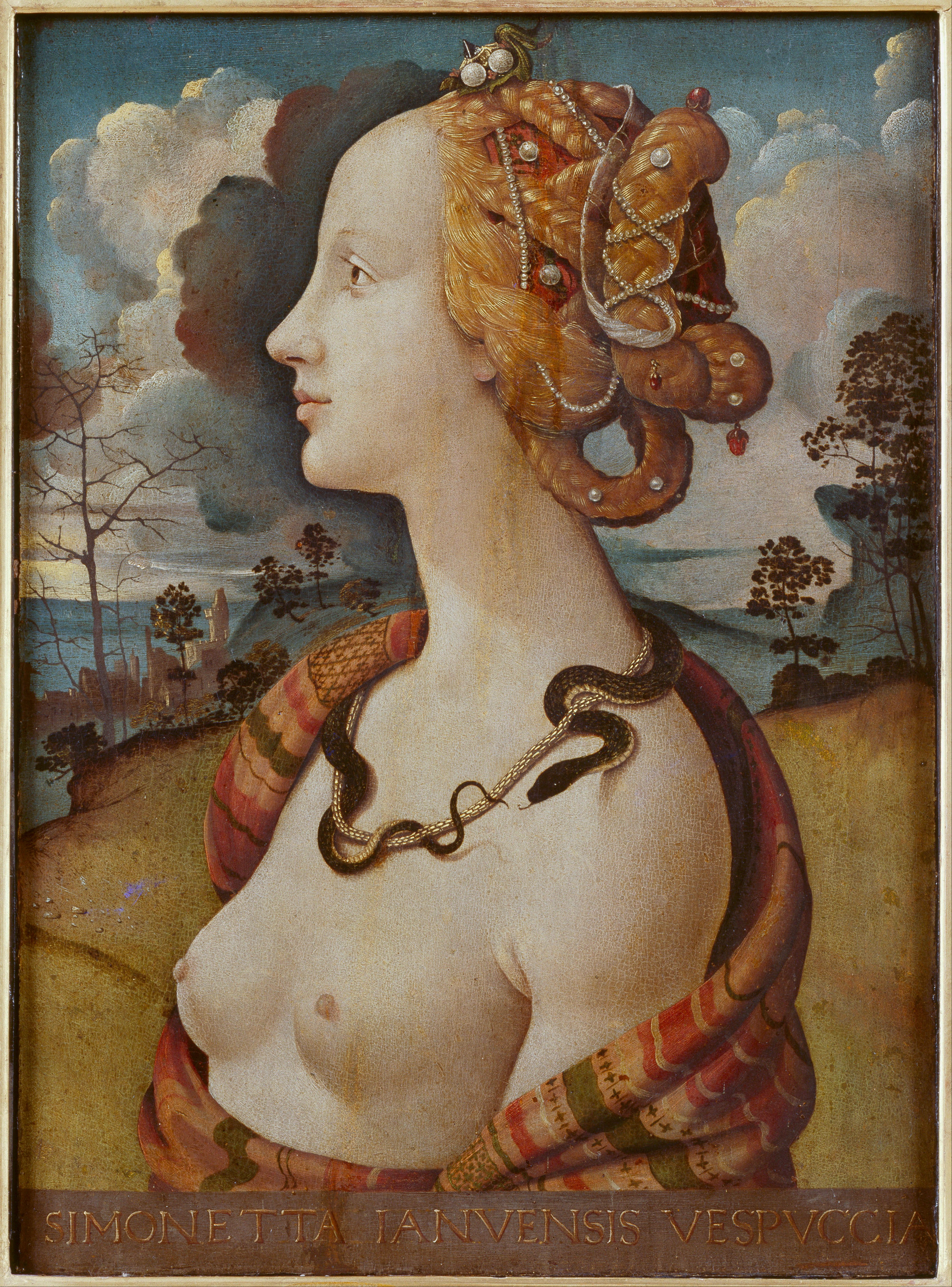
Piero di Cosimo: Retrato de Simonetta Vespucci, c. 1480
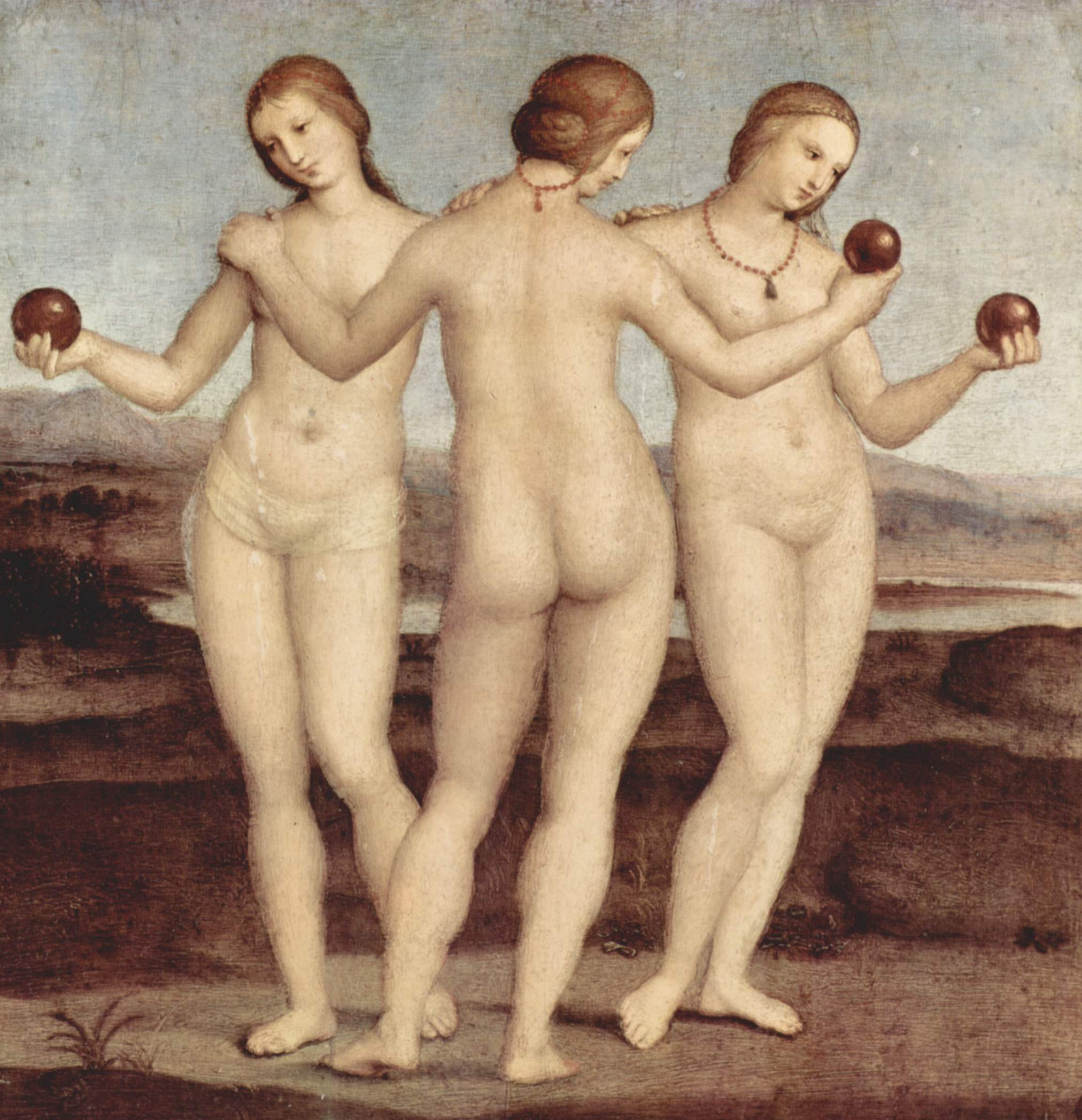
Rafael: As três Graças, 1504-5
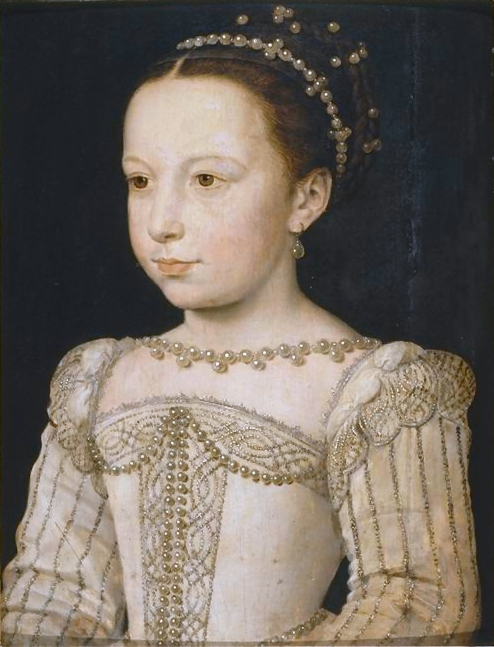
Jean Clouet: Retrato de Marguerite de Valois, Rainha da Navarra, c. 1560
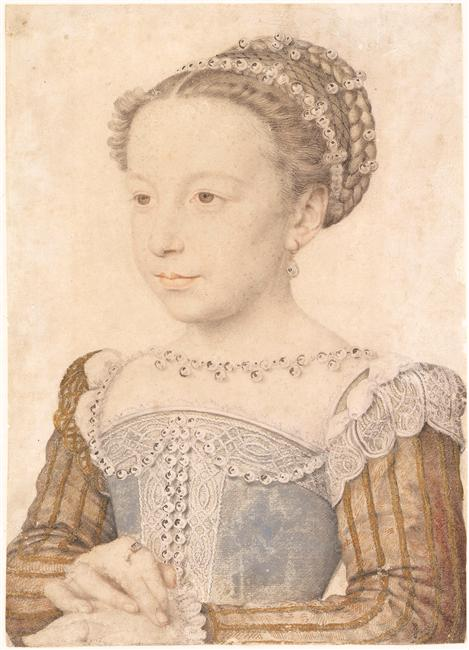
Jean Clouet: Retrato de Marguerite de Valois, Rainha da Navarra, século XVI
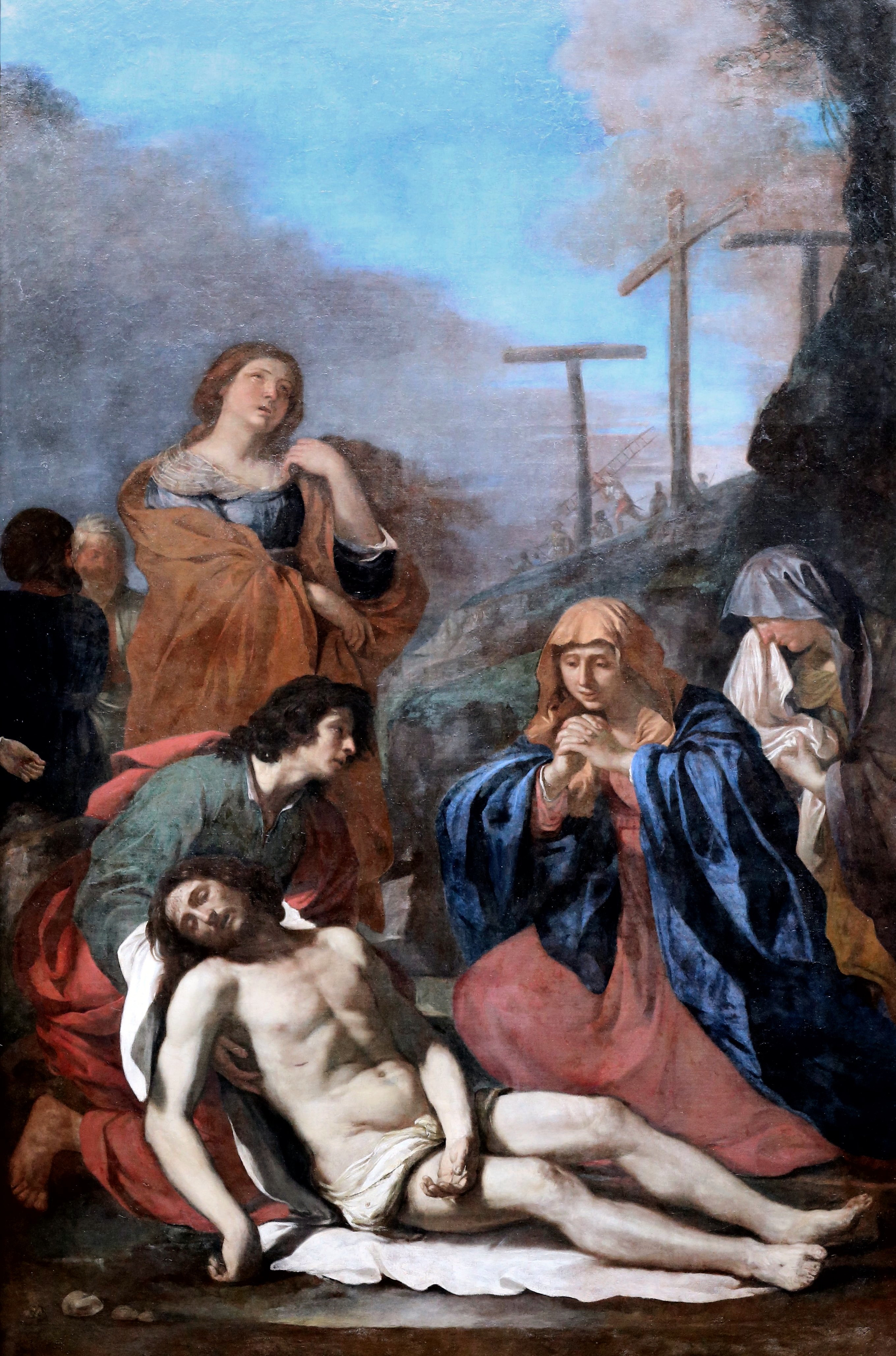
Guercino: Pietà, 1635-1640
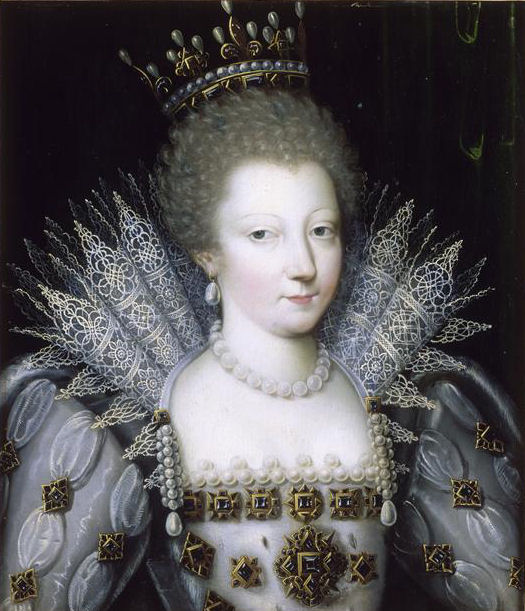
Anônimo: Retrato de Louise-Marguerite de Lorraine-Guise, princesa de Conti, século XVII
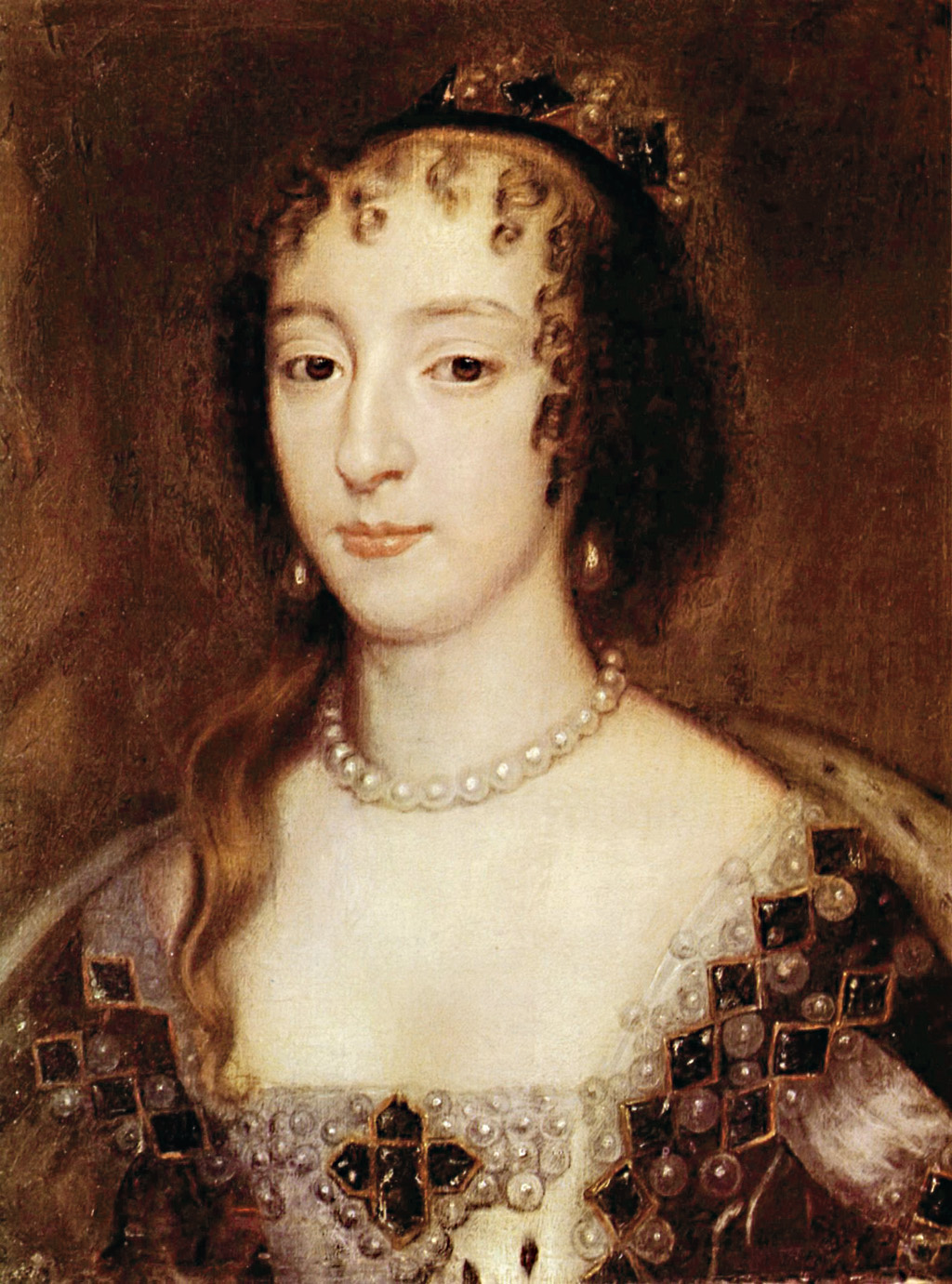
Sir Peter Lely: Retrato de Henriette de France, Rainha da Inglaterra, 1660
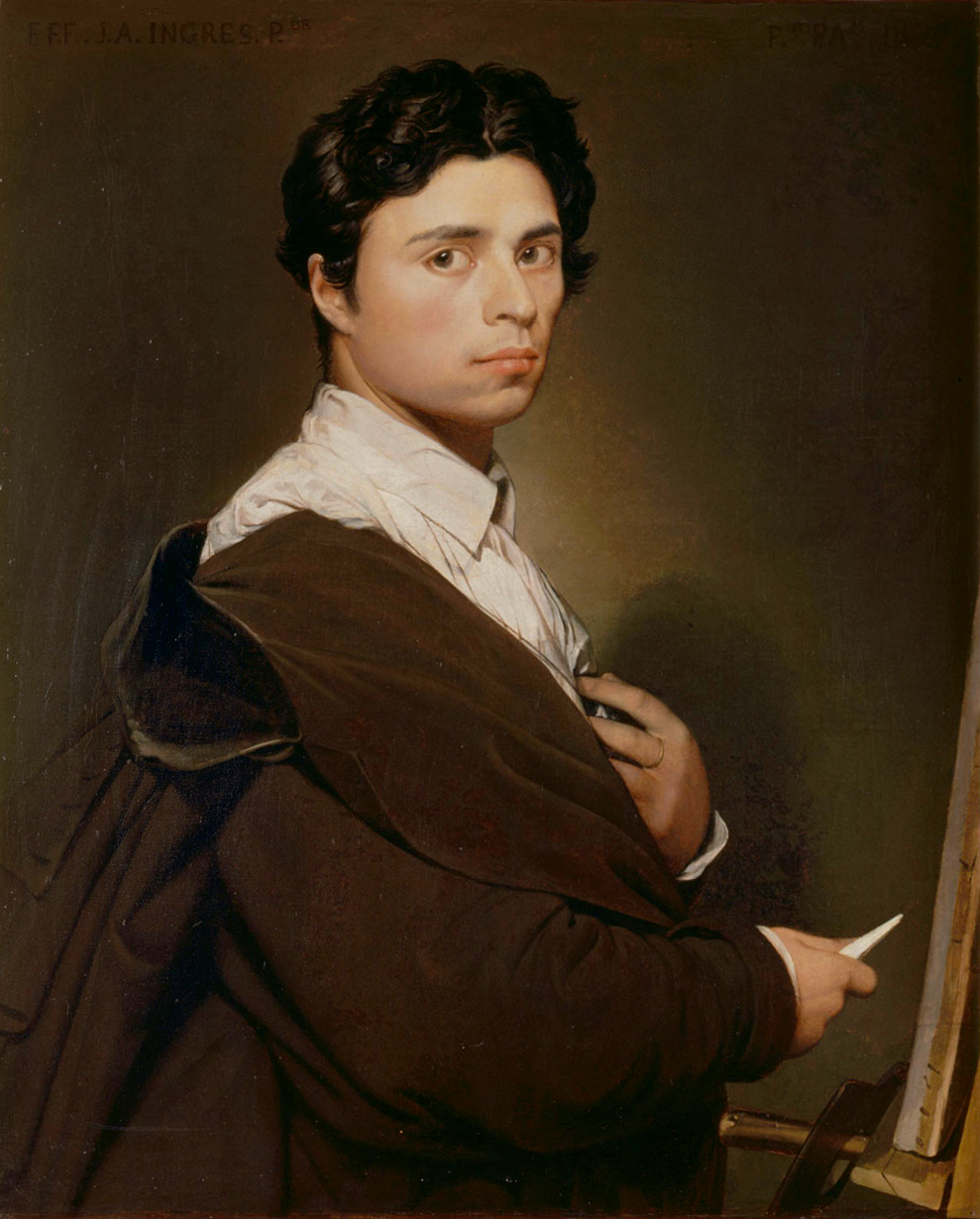
Ingres; Auto-retrato, 1804
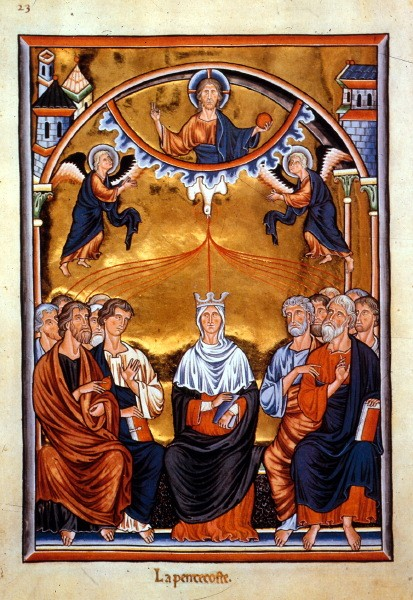
Pentecostes, Saltério de Ingeborg
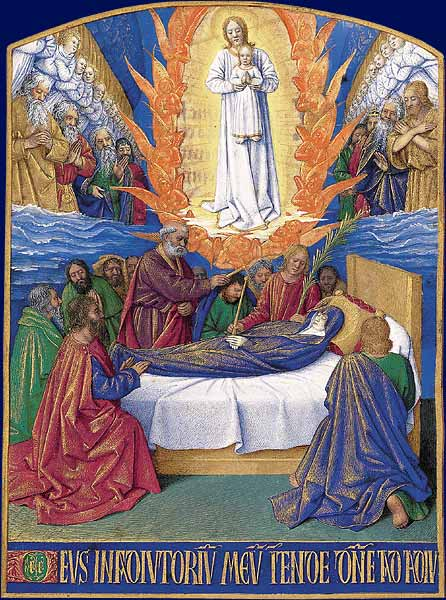
Jean Fouquet: Morte da Virgem, Heures d'Étienne Chevalier
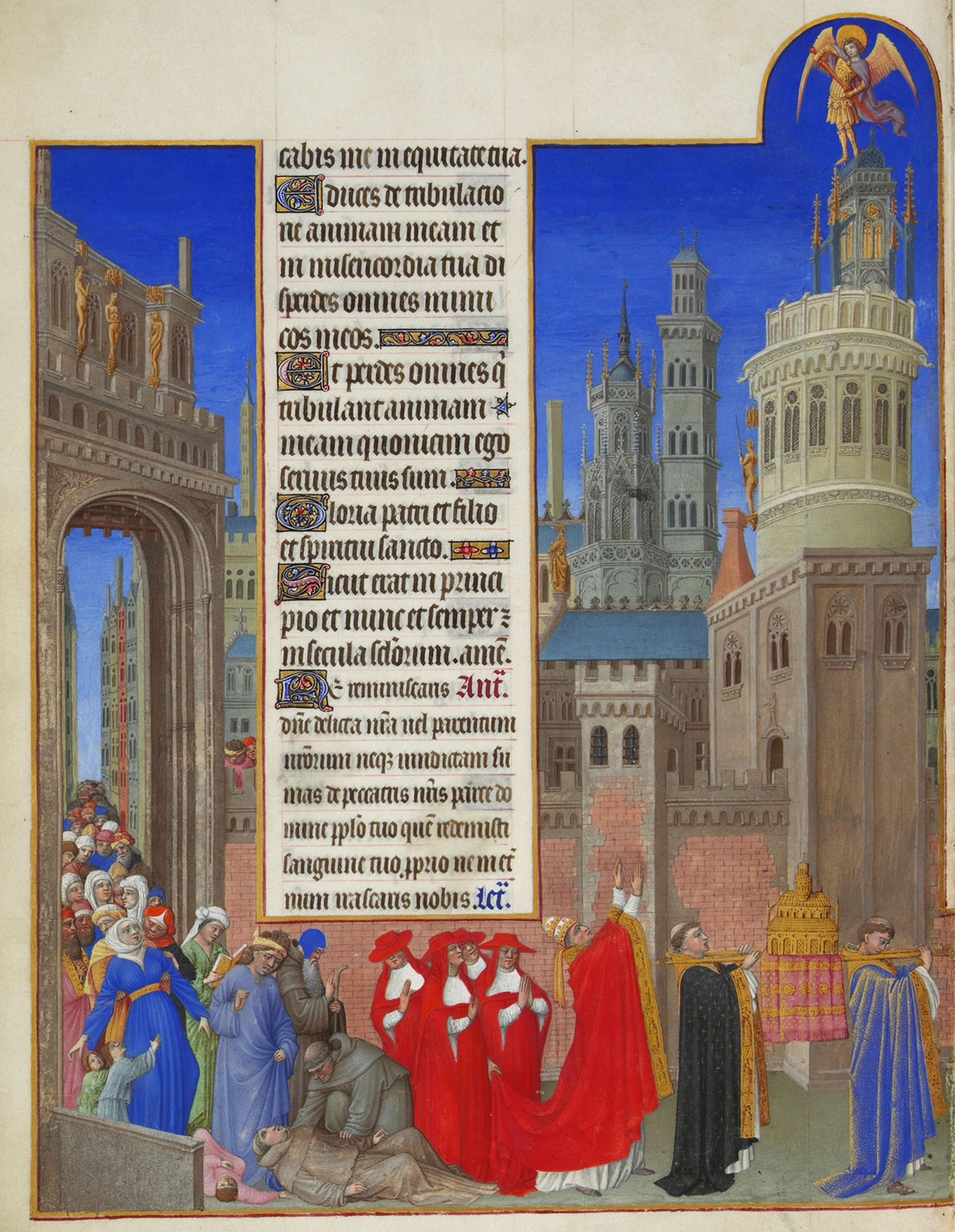
Irmãos Limbourg: Procissão de São Gregório, Les Très Riches Heures du duc de Berry
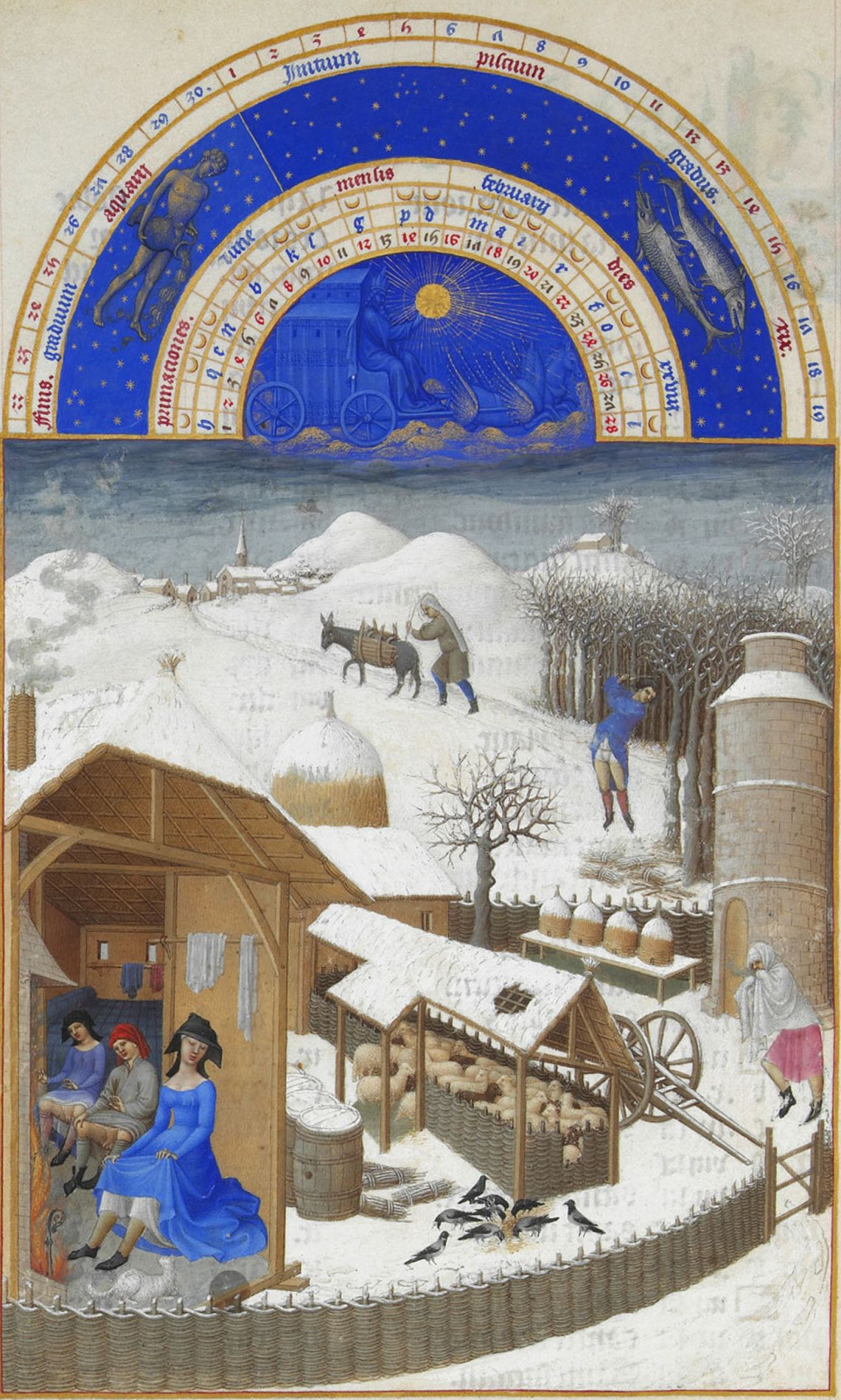
Irmãos Limbourg: Fevereiro, Les Très Riches Heures du duc de Berry